# Копальня Ендербері
Копальня Ендербері – колишній гірничодобувний майданчик у центральній частині Тихого океану на острові Ендербері зі складу архіпелагу Фенікс (наразі належить державі Кірибаті).
У другій половині XIX століття на тлі зростаючого попиту на добрива велись пошуки та видобуток гуано на численних островах світового океану. Зокрема, в 1859-му американська Phoenix Guano Company узялась за видобуток на Енденбері (також працювала на розташованих у тій же групі островах Мак-Кін та Фенікс). У 1861-му її представники були вигнані силою конкурентами з United State Guano Company, проте завдяки підтримці американського консулу в Гонолулу Phoenix Guano Company змогла швидко повернути Ендербері (можливо відзначити, що схожими методами United State Guano Company діяла і щодо острова Гауленд в північній частині архіпелагу, де змогла втриматись аж до 1868 року).
Для зменшення витрат на розробку на початку 1860-х Phoenix Guano Company домовилась з American Guano Company про спільне фрахтування судна постачання, яке раз на 2 – 3 місяці доправляло припаси та нових працівників на задіяні у видобутку гуано острови Ендербері, Мак-Кін, Фенікс, Бейкер та Джарвіс (останні два відносились до діяльності American Guano Company).
Піку видобутку досягнули в 1870-му, коли за два місяці змогли відправити 6000 тисяч тонн добрива. Втім, вже за кілька років запаси гуано були в основному вичерпані і в 1877-му Phoenix Guano Company завершила роботи на Ендербері.
Між 1880 та 1886 роках  з південною групою островів архіпелагу Фенікс працювала австралійська компанія Houlder Brothers. Діяльність передусім була зосереджена на раніше не охопленому розробками острові Сідней, проте невеликі обсяги гуано також змогли вивезти з Ендербері.
У 1866 році на рифах острова розбився барк «Golden Sunset», що йшов з вантажем вугілля з Австралії до США. Екіпаж та пасажири (серед яких були жінки та діти) змогли висадитись на Ендербері та отримали допомогу від розробників гуано, які поділились з ними своїми обмеженими припасами.